# Villabé
Villabé is een gemeente in het Franse departement Essonne (regio Île-de-France) en telt 4832 inwoners (1999). De plaats maakt deel uit van het arrondissement Évry.

## Geografie
De oppervlakte van Villabé bedraagt 4,6 km², de bevolkingsdichtheid is 1050,4 inwoners per km².
De onderstaande kaart toont de ligging van Villabé met de belangrijkste infrastructuur en aangrenzende gemeenten.

## Demografie
Onderstaande figuur toont het verloop van het inwonertal (bron: INSEE-tellingen).